# 楊謹華
楊謹華（シェリル・ヤン、1977年12月12日 - ）は台湾の女優。

## プロフィール
- 身長：170cm
- 体重：50kg
- 血液型：A型
- 星座：射手座
- 出身：台湾（国籍：中華民国）

## 来歴
2024年、ドラマ『不良執念清除師』で第59回金鐘奨助演女優賞を受賞。

## 出演作

### ドラマ
- 2001年10月 『山田太郎ものがたり〜貧窮貴公子〜（貧窮貴公子）』 - 有美 役
- 2002年1月 『部屋においでよ（來我家吧〜Come to My place〜）』 - 美津子（小美）役
- 2002年6月 『聖夏0度C』 - 惠君 役
- 2003年1月 『我的秘密花園』 - 成恩恩 役
- 2003年4月 『幸福方程式』
- 2003年6月 『ラヴトレイン〜心動列車（心動列車—喔!對面的）』 - シンディ (Cindy) 役
- 2003年8月 『ラヴ・ディクショナリー（熟女慾望日記）』 - アパン（阿潘）役
- 2004年1月 『雪天使-Snow Angel-（雪天使）』 - エレン（Elaine）役
- 2004年4月 『我的秘密花園II』 - 成恩恩 役
- 2005年7月 『我只在乎你』 - 宛秋 役
- 2005年12月 『八星報喜』 - 凱瑟琳 役
- 2006年8月 『ザ・ホスピタル（白色巨塔〜The Hospital〜）』 - マー・イーフェン（馬懿芬）役
- 2006年8月 『恋愛女王』 - 張景涵 役
- 2006年8月 『ANGEL LOVERS〜天使の恋人たち〜（天使情人）』 - Vivian 役
- 2007年3月 『面具 (MASK)』 - 蘇美幸 役
- 2008年8月 『牽牛花開的日子』 - 榮蓮蓮 役
- 2009年1月 『敗犬女王』 - シュアン（單無雙）役
- 2010年7月 『鍾無艶』 - 鍾無艶 役
- 2010年 『新・イヴのすべて 〜愛とキャリアを賭けた女神たち〜（愛上女主播）』 - ジェンナン（夏正男）役
- 2012年 『私たち恋しませんか?（原來愛・就是甜蜜）』 - ティエン・ルーミー（田如蜜）役
- 2013年 『逆転!赤ずきん（大紅帽與小野狼）』 - ウー・ジャンメイ（呉長鎂）役
- 2013年 『女王的誕生』 - 唐美寶 役
- 2014年 『媽咪的男朋友』 - 厲曉玫 役
- 2016年 『滾石愛情故事-新不了情』 - 阿敏 役
- 2017年 『閲讀時光2』 - 徐錦文 役
- 2017年 『深夜食堂 中国版』
- 2017年 『年下のオトコ（我的男孩）』 - コー・メイシュアン（柯美雙）役
- 2019年 『我是顧家男』 - 徐雙雙 役
- 2019年 『鏡子森林』 - 高明 役
- 2021年 『華燈初上 －夜を生きる女たち－（華燈初上）』 - 蘇慶儀 役
- 2023年 『不良執念清除師』 - 葉寶生 役

### 映画
- 2002年『愛情靈藥』 - 特別出演-日本人女性1 役
- 2002年『台北晩九朝五』 - EVA 役
- 2004年『終極西門』 - GUCCI 役
- 2007年『奇妙的旅程』 - 斉麗 役
- 2008年『一八九五』 - 黄賢妹 役
- 2013年『瑪徳2號』 - 芳芳 役
- 2014年『活路:妒忌私家偵探社』 - 杜紀苓 役

### MV出演
- 劉徳華 -（孤星涙）
- 劉徳華 -（冰雨）
- 劉徳華 -（別説愛情苦）
- 劉徳華 -（男孩女孩）
- 彭佳慧 -（回味）
- 汪佩蓉 -（放手）
- 張信哲 -（從開始到現在）
- 順子 -（我心動了）、(and the music there…)
- 周杰倫 -（爸 我回來了）
- 鄭中基+陳慧琳 -（製造浪漫）

### CM/イメージキャラクター
- 2022年 東方幻想武俠MMO 新劍俠世界3[2]